# 剑桥中国文学史
《剑桥中国文学史》（英語：The Cambridge History of Chinese Literature），是一套由英國劍橋大學出版社於2010年所出版之關於中國文學的兩卷本著作。

## 历史
2010年出版发行，主要由耶鲁大学教授孙康宜和哈佛大学教授宇文所安撰写，第一卷是明朝（1375年）以前的中国文学，第二卷是明朝（1375年）以後的中国文学。

## 刪節
因為1949年以後的中國文學史涉及到中共當局的出版審查對文學的影響問題，本書下卷1949年以後的部分在大陸被刪節，台灣聯經版有全譯本。

## 内容
此书构成:
1. 1375年以前 (宇文所安撰写), 2010. ISBN 978-0-521-85558-7[2]
2. 1375年以后 (孙康宜撰写), 2010. ISBN 978-0-521-85559-4[3]